# Nástupce krále (smrk)
Nástupce krále byl největší ze smrků v národní přírodní rezervaci Boubínský prales na západním svahu hory Boubín. Nástupce rostl v sousedství vývratu Krále smrků, obvod jeho kmene měřil 452 cm a koruna stromu dosahovala do výšky 57 m (měření 1981). Jeho věk byl odhadován na 400 let, jeho rozměry byly menší než měl ve srovnatelném věku jeho starší soused. V roce 2004 Nástupce odumřel po napadení kůrovcem.